# Mastusia quadricarinata
Mastusia quadricarinata är en insektsart som beskrevs av Carl Stål 1878. Mastusia quadricarinata ingår i släktet Mastusia och familjen gräshoppor. Inga underarter finns listade i Catalogue of Life.